# 威廉·卡吉尔 (1784年)
威廉·沃尔特·卡吉尔（英語：William Walter Cargill；1784年8月27日—1860年8月6日），新西兰奥塔哥定居点的创始人，人称卡吉尔上尉（Captain William Cargill），曾任英国陆军军官、新西兰议会议员和奥塔哥第一任总督。

## 生平
1784年8月28日，卡吉尔出生于苏格兰首府爱丁堡，父亲詹姆斯·卡吉尔是一位颇有名望的律师，母亲玛丽安·杰米森也出身富裕家庭。威廉15岁时，父亲因慢性酒精中毒去世，随后家庭陷入困境，他结束了在爱丁堡中学的正规教育。1802年，凭借在印度总司令参谋部当上校的舅公，卡吉尔加入英国军队并担任第84步兵团的少尉。第二次英国—马拉塔战争期间，他在第74（高地）步兵团服役，隶属于后来的第一代威靈頓公爵阿瑟·韋爾斯利。后随军参加对抗法国占领西班牙的半岛战争，在布萨科战役中负重伤，康复后被晋升为上尉。
1813年4月18日，威廉·卡吉尔在葡萄牙波尔图与玛丽·安·耶茨结婚，岳父是一位英国海军军官，岳母是一位伦敦女演员。威廉·卡吉尔夫妇育有17个孩子，其中10个活了下来。1820年，卡吉尔将其职位出售了1500英镑，并在余生中沿用上尉头衔。此后直至1834年，他一直在爱丁堡从事葡萄酒贸易。1834年起，威廉·卡吉尔成为约克郡银行公司一家分行的经理，并于1836年被任命为该行英格兰东部分行的总经理，总部位于诺里奇。由于经济困难，威廉·卡吉尔从1830年代开始关注移民，并与苏格兰政治家、雕塑家乔治·伦尼接触，乔治·伦尼是殖民理论家爱德华·吉本·韦克菲尔德的拥趸。1841年，卡吉尔一家迁居伦敦。1842年，乔治·伦尼提议在新西兰建立“新爱丁堡”作为苏格兰殖民地。1843年，自由教会脱离苏格兰教会独立。在韦克菲尔德的牵线下，伦尼和卡吉尔与自由教会领导人取得联系。1843年10月，自由教会批准了到新西兰新建殖民地的提议，托马斯·伯恩斯被任命为新定居点的牧师。由于殖民当局阻挠，新西蘭公司拒绝提供足够资金，以及苏格兰人不愿移民远方等原因，该计划被不断推迟。其间，伯恩斯都一度辞职，但卡吉尔则一直坚持。在将地点从坎特伯雷的库珀港改为奥塔哥港，并将名字从新爱丁堡改为奥塔哥后最终得以成行。
1847年11月24日，卡吉尔等97人登上622吨的“约翰·威克利夫号”，从格雷夫森德启航，卡吉尔是该批移民的领导者。1848年3月23日，该船抵达奥塔哥，乘客无一损失。4月15日，托马斯·伯恩斯带领的载有246名乘客的菲利普·莱恩号抵达奥塔哥。殖民初期，新建的达尼丁定居点缺乏码头和道路，气候也难以适应，以正统长老会教徒为主的苏格兰多数派和英格兰少数派频频爆发争吵。尽管卡吉尔的妻子是圣公会教徒，移民中大多数地主也都是圣公会教徒，但卡吉尔却并未将圣公会教徒视作盟友。温和的英国国教徒威廉·亨利·瓦尔皮最终与其反目，加入英格兰反对派。由于达尼丁第一份报纸《奥塔哥新闻》（Otago News）经常讽刺挖苦卡吉尔，他撤回对该报的资助，转而资助自由教会的《奥塔哥见证人报》（Otago Witness）。1851年詹姆斯·麦克安德鲁到来之前，奥塔哥殖民点并未有太大的发展，但卡吉尔的坚韧和家长式领导，使得该殖民点顺利从早期的种种困难中坚持了下来。1853年，卡吉尔当选为奥塔哥省的第一任总督。在任期间，他专制、僵化且任人唯亲，明目张胆地提拔自己儿子和女婿担任要职，成功掌握了本省的政治。1855年，他当选新西兰国会议员，他在议会中建树不多，有着明显的地方主义倾向，直至1859年退休。
1860年8月6日，卡吉尔因中风在达尼丁去世，并安葬于南达尼丁墓园。

## 纪念

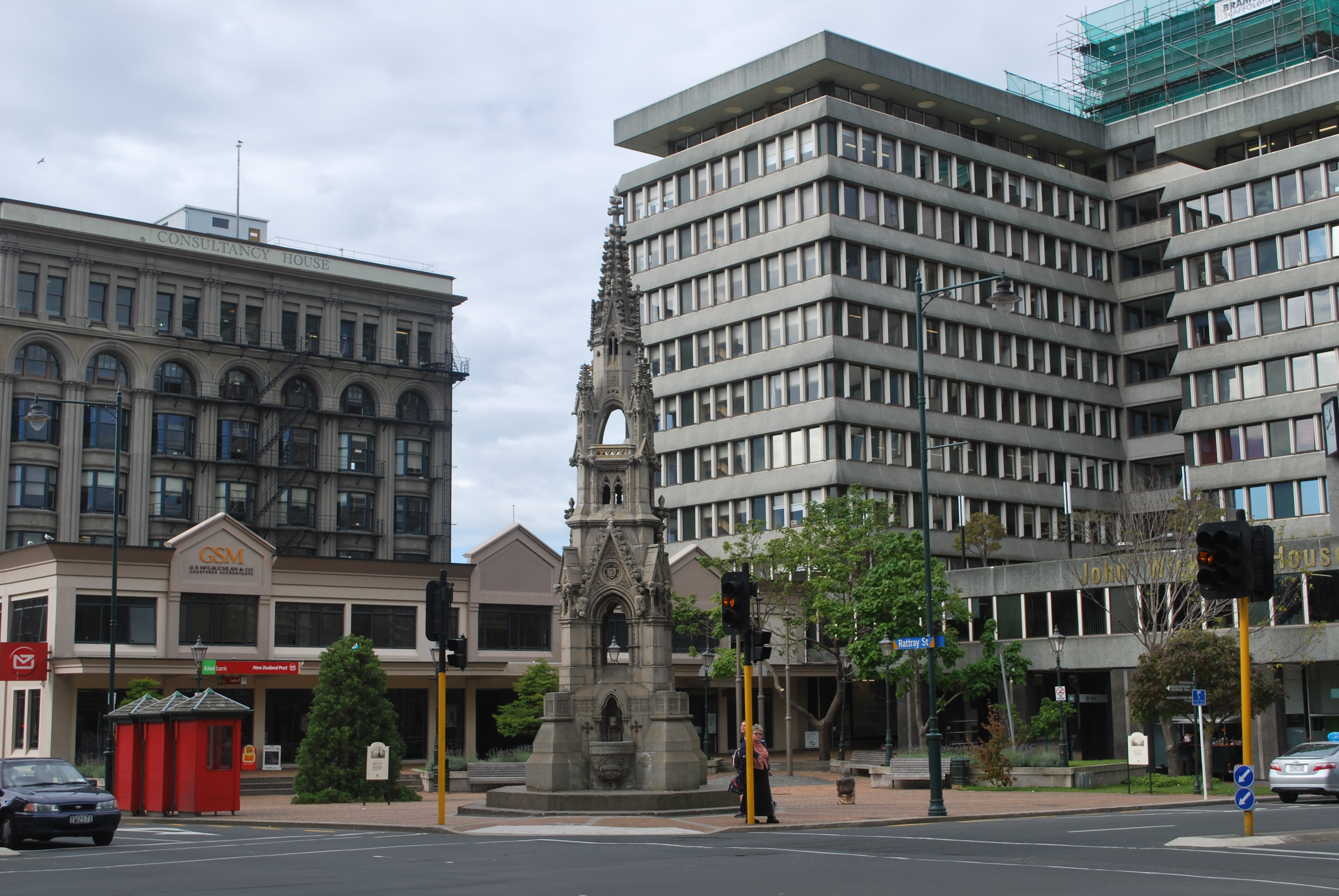
卡吉尔纪念碑

新西兰南岛南地大区的因弗卡吉尔市，达尼丁爱德华国王街与山坡路交汇的卡吉尔角，均以他的名字命名。1864年，在新西兰达尼丁王子街用塔斯马尼亚砂岩建造了一座卡吉尔纪念碑，用以纪念这位新西兰奥塔哥定居点的创始人。